# Piramide di Cholula
La piramide di Cholula (in lingua nahuatl Tlachihualtepetl, ovvero "montagna fatta dall'uomo") è un enorme complesso archeologico situato a Cholula nello stato di Puebla, in Messico. Si tratta del più ampio sito archeologico di una piramide (tempio) localizzato in America, nonché della più grande piramide per volume conosciuta oggi al mondo. La piramide mesoamericana in mattoni di fango si erge con i suoi 64 m sopra la pianura circostante, una quota molto più bassa della piramide di Cheope (137 m) ma assai più ampia per superficie occupata, in quanto misura circa 450x450 m rispetto alla struttura egiziana (230x230 m). Le piramidi venivano tradizionalmente dedicate al dio Quetzalcoatl. Lo stile architettonico dell'edificio risultava strettamente legato a quello di Teotihuacan nella valle del Messico, sebbene anche l'influenza del golfo è evidente, specialmente da El Tajín.

## Posizione ed etimologia
La zona archeologica di Cholula si trova a 6,4 km a ovest della città di Puebla, nella città di Cholula. La piramide si trova nel comune di San Andrés Cholula e segna la zona nel centro della città dove inizia questo comune. La città è divisa in due comuni, San Andrés e San Pedro: tale ripartizione ha origine nella conquista tolteco-chichimeca della città nel XII secolo. Questi spinsero l'ex etnia dominante degli olmeca-xicalanca, a sud della città. Le comunità locali mantennero la piramide come loro principale centro religioso fino a quando i toltechi-chichimeca, prevalsi nel corso del tempo, fondarono un nuovo tempio a Quetzalcoatl, dove sorge oggi il monastero di San Gabriele. Il popolo tolteco-chichimeco, stabilitosi nell'area intorno al XII secolo d.C., chiamò Cholula "Tlachihualtepetl", che significa "collina artificiale".
Il nome cholula trae origine dall'antico termine Nahuatl cholollan, che significa "luogo di rifugio".

## Storia

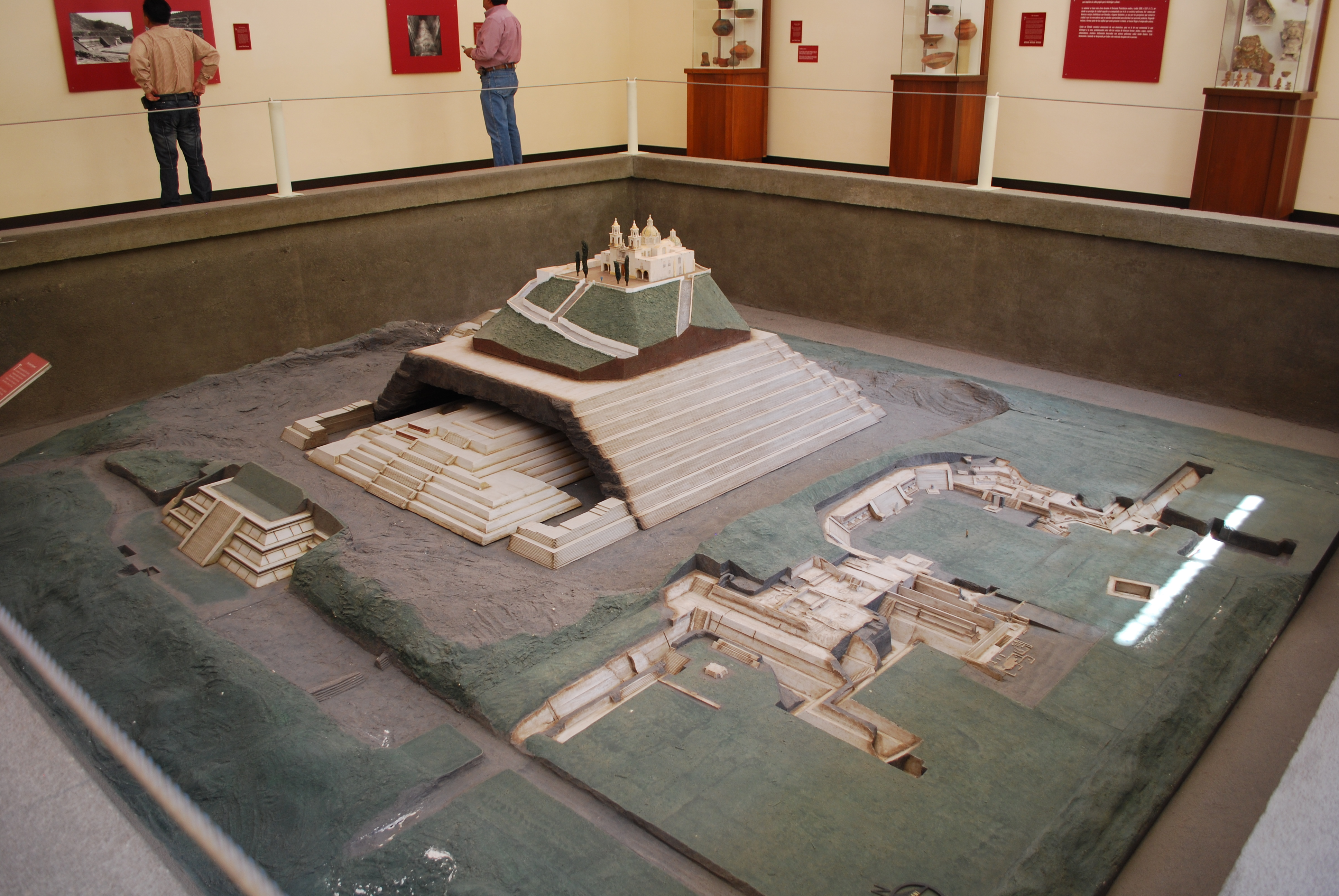
Modello delle varie strutture che compongono la piramide

La Grande Piramide era un importante centro religioso e mitico in epoca preispanica. Per un periodo di mille anni prima della conquista spagnola, fasi di costruzione consecutive hanno gradualmente costruito la maggior parte della piramide fino a diventare la più grande del Messico in volume.

### Epoca antica
Il complesso tempio-piramide fu costruito in quattro fasi, a partire dal III secolo a.C. fino al IX secolo d.C., e venne dedicato alla divinità Quetzalcoatl: la struttura ha una base di 450x450 m e un'altezza di 66 m. Secondo il Guinness dei primati, si tratta della più grande piramide e anche del più grande monumento mai costruito in tutto il mondo, con un volume totale stimato di oltre 4,45 milioni di m³, anche maggiore di quello della piramide di Cheope in Egitto, che si estende per 2,5 milioni di m³. Ciononostante, la piramide di Cheope è più alta e misura 138.8 m. Le ceramiche di Cholula apparivano strettamente legate a quelle di Teotihuacan, mentre entrambi i siti sembravano diminuire contemporaneamente. I nahua postclassici chiamavano la piramide Tlachihualtépetl o "montagna costruita", circostanza che testimonia come essi credessero che la struttura fosse stata costruita dall'uomo piuttosto che da esseri sacri.
Al suo apice, Cholula contava la seconda popolazione più numerosa in Messico di circa 100.000 persone che vivevano in questo sito. Anche se la città preispanica di Cholula rimase abitata, i residenti abbandonarono la grande piramide nell'VIII secolo, comportando un drastico calo della popolazione. Anche dopo questo evento demografico, la grande piramide preservò la propria importanza religiosa.
Il sito un tempo era chiamato Cholollan, che significa "il luogo di coloro che sono fuggiti", un chiaro riferimento agli eventi scritti sul testo coloniale Anales de Cuauhtinchan: nel testo si riporta che una tribù di tolteca-chichimeca giunse e conquistò la città dopo essere scappata dalla loro precedente capitale, Tula.

### Epoca coloniale
La Storia Tolteca-Chichimeca, un autentico resoconto della regione di Cholula, riferisce che un signore olmeco-xicalanca con il titolo di Aquiyach Amapane risiedeva presso la Grande Piramide. Nel XII secolo, dopo che i toltechi-chichimeca si assicurarono il controllo del sito, l'attenzione religiosa si spostò dalla piramide a un nuovo tempio. Anche durante il periodo postclassico, molto tempo dopo che i locali abbandonarono la piramide, continuarono a seppellire i loro defunti attorno alla struttura, dimostrando la sua continua importanza. Quando arrivarono gli spagnoli, la piramide appariva ricoperta di vegetazione e nel XIX secolo era ancora indisturbata, essendo solo la chiesa costruita nel XVI secolo visibile.

### Epoca moderna

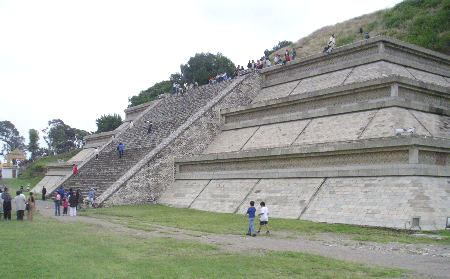
Solo una parte di una scalinata laterale della Grande piramide di Cholula è stata restaurata per suggerire ai visitatori l'aspetto originale

L'architetto Ignacio Marquina inuaugurò il tunnel esplorativo all'interno della piramide nel 1931. Nel 1954, la lunghezza totale dei tunnel ammontava a circa 5 km.
Attualmente, per un osservatore che giunge in loco la prima volta, la piramide sembra una collina naturale posizionata in una posizione inferiore rispetto alla chiesa. Quest'ultimo edificio è la chiesa di Nostra Signora dei Rimedi, nota anche come Santuario della Vergine dei Rimedi e costruita dall'impero spagnolo in epoca coloniale (1594) in cima al tempio preispanico. La chiesa è una delle principali mete di destinazione dei fedeli cattoliche in pellegrinaggio e il sito è utilizzato anche per la celebrazione di riti indigeni. Molti siti antichi in America Latina sono situati nei pressi dei moderni luoghi sacri cattolici, per via della pratica della Chiesa cattolica di riutilizzare i siti religiosi locali.
A causa del significato storico e religioso della chiesa, che è un monumento coloniale designato, la piramide nel suo insieme non è stata scavata e restaurata, così come le piramidi più piccole ma più conosciute localizzate a Teotihuacan. All'interno della piramide ci sono circa 8 km di gallerie scavate dagli archeologi.

## Complesso

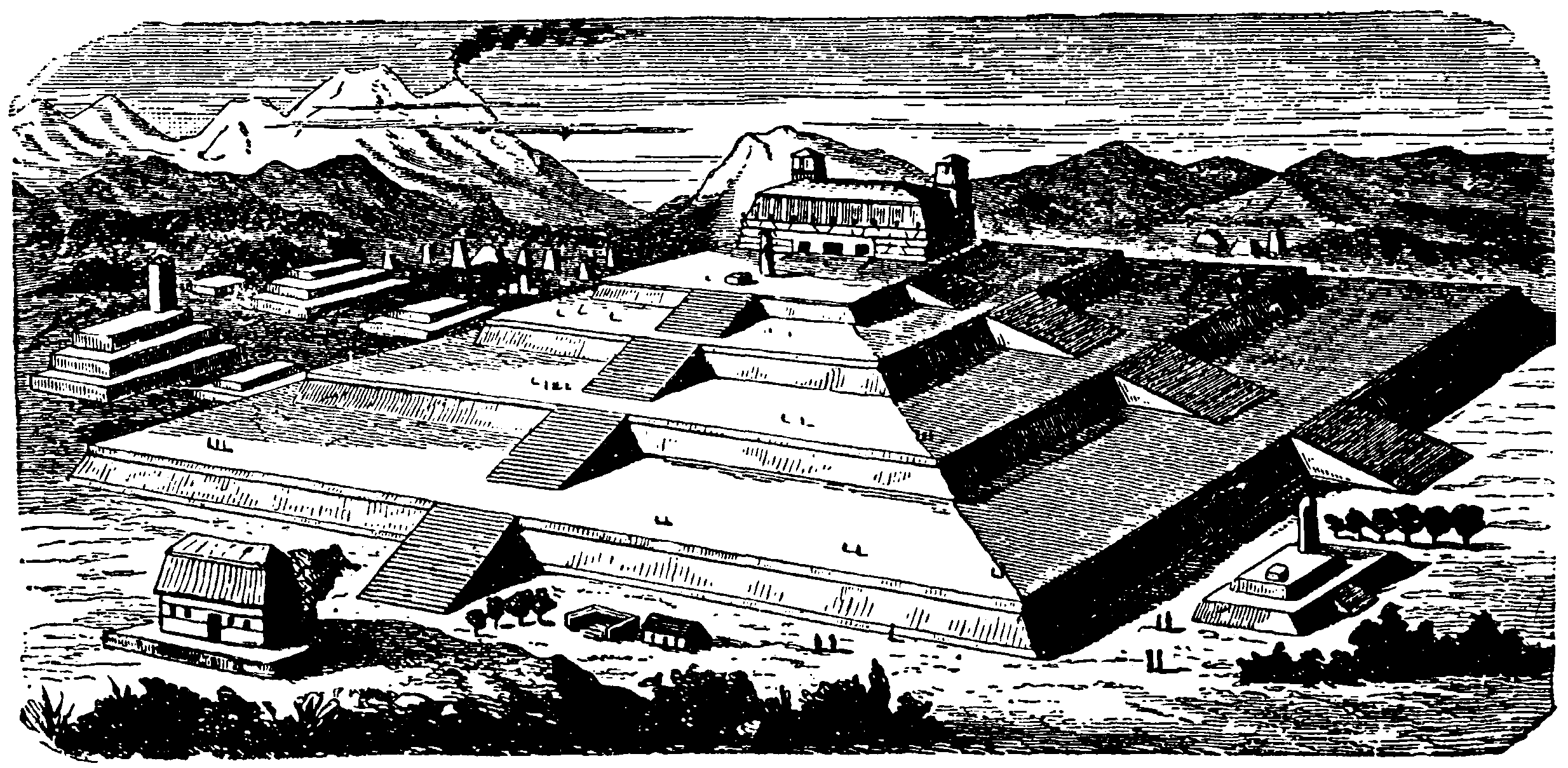
Una ricostruzione ipotetica di come poteva apparire il sito in epoca antica

La piramide è composta da sei strutture sovrapposte, una per ogni gruppo etnico che la dominava, sebbene solo tre sono state studiate in modo approfondito. La piramide stessa è solo una piccola parte della più vasta zona archeologica di Cholula, stimata in 154 ha. La costruzione della piramide iniziò nel periodo Preclassico (2000-250 a.C.) e in questo arco temporale fu riedificata più di sei volte, fino ad assumere le sue dimensioni finali di 450 metri su ciascun lato alla base e 66 metri di altezza. La base copre un'area totale di 160.000 m², il che la rende tre volte più grande della base di 53.056,5 m² della piramide di Cheope: Tlachihualtepetl ha inoltre la base piramidale più larga delle Americhe. La prima fase di costruzione presenta anche l'architettura talud-tablero che è caratteristica della regione e divenne fortemente associata alla grande metropoli di Teotihuacan. Alcune delle costruzioni piramidali ospitavano delle sepolture, all'interno delle quali sono stati trovati resti umani, varie offerte, soprattutto ceramiche. L'ultimo strato di costruzione vede delle scale sul lato ovest che portano ad un tempio alla sommità, il quale si affacciava su Iztaccíhuatl. Durante il periodo coloniale, la piramide fu gravemente danneggiata sul lato nord per costruire il Camino Real a Puebla de Zaragoza. L'ovest è stato danneggiato in seguito all'installazione di una linea ferroviaria.

### Storia degli scavi
Il primo studio dell'area della piramide è stato fatto da Adolph Bandelier, un archeologo americano nato in Svizzera molto interessato al Messico. Giunto a Cholula nel 1881, pubblicò i risultati dei suoi studi nel 1884. La maggior parte del lavoro di Bandelier riguardava il dissotterramento di varie sepolture nell'area intorno alla piramide, principalmente la raccolta di teschi, che all'epoca era una pratica comune: alcuni furono portati in patria.
Bandelier prese anche le prime misure precise della struttura e studiò il modo in cui venne costruita la piramide. Fu anche il primo a studiare il piano originale 
per la realizzazione del sito, mostrando interesse anche per due tumuli vicini chiamati Cerro de Acozac e Cerro de la Cruz, a quel tempo erano completamente ricoperti di vegetazione.
La piramide venne portata alla luce in due fasi: la prima cominciò nel 1931 e si concluse negli anni '50, mentre la seconda iniziò nel 1966 e terminò nel 1970, con la pubblicazione dei rapporti dei vari accademici che lavorarono al Proyecto Cholula.
L'esplorazione della piramide iniziò nel 1931 sotto l'architetto Ignacio Marquina che scavò delle gallerie per esplorare le sottostrutture. Nel frattempo, il Messico stava vivendo una fase di instabilità politica, principalmente a causa della guerra cristera: ciononostante si prese la decisione di scavare la struttura, forti del successo degli scavi di Teotihuacan eseguiti da Manuel Gamio negli anni '20. Il progetto fu affidato ancora una volta a Marquina per la sua esperienza di lavoro con Gamio a Teotihuacan.
Benché il merito sia assegnato tradizionalmente a Marquina, questi trascorse poco tempo presso il sito. La maggior parte delle operazioni le eseguì Marino Gómez, custode del luogo, che supervisionò lo scavo delle gallerie, ne eseguì la mappatura e studiò i sei strati della piramide. Quest'ultima non presentava un ingresso evidente, a causa del suo stato di abbandono, ma gli archeologi decisero di iniziare a scavare sul lato nord, dove la costruzione coloniale l'aveva danneggiata.
Le tecniche di scavo si basavano sull'esperienza di vari membri del gruppo di lavoro a Teotihuacan e Tenayuca, a loro volta legate ad insegnamenti appresi in ambito minerario, specie per quanto concerneva l'utilizzo di carrelli per carbone su binari di dimensioni ridotte, per trasportare i detriti all'esterno. Alcuni modelli sono ancora visibili nel museo del sito. La base della piramide è costruita con mattoni di fango essiccati al sole che contenenti ceramica, ossidiana e ghiaia per una migliore compattazione. Queste solide fondamenta consentivano agli escavatori di creare archi a mensola come quelli che si trovano nelle costruzioni Maya, invece di aggiungere travi e altri supporti.
Le prime due gallerie furono realizzate allo scopo di incrociarsi in un secondo momento procedendo in direzione nord/sud e l'altra est/ovest. Quando si raggiunse la sottostruttura, se ne seguirono i bordi e si finì per formare un labirinto sotterraneo. Nel 1939 si contavano quattro chilometri di scavi, con altri due aggiunti nel 1951. Il valore reale della piramide, come raccontano gli archeologi, è stato scoperto solo guardando al di sotto della superficie.
Durante il primo ciclo di scavi, Eduardo Noguera fece scavare 16 gallerie per estrarre materiali ceramici e per collegare i vari punti. I reperti rinvenuti vennero mostrati al pubblico nel 1954 in una mostra intitolata La ceramica arqueológica de Cholula: quanto ritrovato andava dalle figure di argilla realizzate quando l'insediamento era solo un villaggio, al periodo pre-classico. Tra gli oggetti scoperti figuravano anche alcune sculture femminili nude con elaborate acconciature. Le figure di periodi successivi, come quelle coincidenti con Tula e Teotihuacan, sono invece dei e sacerdoti. Sono stati trovati inoltre vari strumenti musicali, come alcuni rudimentali flauti oltre a telai per la produzione di tessuti, carta amatl e asce di guerra. Uno dei ritrovamenti più importanti fu uno scettro cerimoniale composto da ossa scolpite, con immagini relative al concetto di vita e morte come dualità.
Il primo responsabile del sito fu Miguel Messmacher nel 1966 e dopo soli sei mesi di lavoro, pubblicò un rapporto preliminare. Uno dei principali ritrovamenti in questo periodo fu quello dell'Edificio I. Oltre allo scavo delle strutture principali della piramide, Messmacher, Eduardo Matos Moctezuma e altri partecipanti al progetto agirono su ambiti più multidisciplinari, come la determinazione dei modelli agricoli del sito, lo sviluppo della lavorazione della ceramica e lo studio dei sistemi di distribuzione dell'acqua. Tuttavia questo li mise in conflitto con i patrocinanti del progetto, tra cui figurava l'Instituto Nacional de Antropología e Historia (INAH), che preferiva seguire un approccio esclusivamente legato alla ricostruzione della piramide piuttosto che all'individuazione e catalogazione di nuovi reperti.
Nel 1967, l'INAH rimpiazzò Messmacher? con Ignacio Marquina come capo dei lavori del sito, cosa che spinse il grosso dei ricercatori più giovani a lasciare il progetto. Sebbene l'attenzione sia stata nuovamente posta sulla piramide vera e propria, il progetto non ha perso tutto il suo carattere interdisciplinare, mantenendo esperti in aree come la geologia, la botanica e la paleozoologia.
Il progetto si concentrò sul lato sud della piramide, scavando i resti di piazze ed edifici, ma risultò difficoltoso collegare queste strutture a quelle all'interno della piramide. I cortili furono riportati alla luce a strati fin dal periodo classico (dal 200 all'800 d.C.) e agli inizi di quello post-classico, quando era in corso l'occupazione degli olmecas xicallancas. Queste strutture furono successivamente ricostruite e gli elementi principali portati alla luce durante questa fase furono il Cortile degli Altari e l'Edificio F (Edificio F). Entro la fine ufficiale del progetto nel 1974, l'interesse per la piramide diminuì di nuovo, in quanto non poteva essere ricostruita nella sua interezza come per le altre principali piramidi in Messico ed il progetto venne abbandonato.
Nonostante l'importanza del sito, la piramide resta poco studiata, soprattutto rispetto ad altre in Messico come Teotihuacan, Chichén Itzá e Monte Albán. Fin dall'inizio il suo valore non fu messo sufficientemente in luce nella pubblicazione del governo messicano per il Congresso internazionale degli americanisti del 1928 a New York. Si rintraccia infatti solo una fugace menzione della piramide nell'intera opera, proprio quando Bandelier era impegnato nelle operazioni di riscoperta.
Di tutto il lavoro svolto dagli anni Trenta agli anni Cinquanta, l'unico riferimento presente risulta una presentazione risalente al 1939 nel XXVII Congresso internazionale degli americanisti del Messico. Nel 1951, Marquina incluse Cholula in un'opera chiamata "Arquitectura prehispánica" insieme a informazioni dai vari siti principali del paese. Inoltre all'epoca, era in uso ricostruire gli edifici principali, in particolare le piramidi, anche se queste ricostruzioni erano spesso fatte in maniera approssimativa, ma una tale ricostruzione non è fu possibile con la piramide di Cholula: a causa delle sue dimensioni avrebbe richiesto troppo denaro.
La maggior parte delle pubblicazioni esistenti riguarda rapporti tecnici con poche sintesi dei dati raccolti ed è anche per questo motivo che la piramide di Chomula non ha svolto un ruolo significativo nella comprensione della Mesoamerica. A causa delle condizioni della superficie e dell'elevato numero di artefatti appena sotto la superficie, non è possibile ricostruire l'ultimo stadio della piramide allo stato originale.

### Elementi
Gli scavi hanno portato allo sviluppo di circa otto chilometri di tunnel all'interno della piramide, iniziati con i due nel 1931 per dimostrare che la collina era un ritrovamento archeologico. All'interno si scoprirono altari con offerte, pavimenti, muri e resti umani sepolti intorno al 900 d.C. Oggi, solo circa 800 metri di questi tunnel risultano aperti al pubblico, che sono stati trasformati in passaggi ad arco ben illuminati. I visitatori accedono nel lato settentrionale, attraversano il centro della piramide ed escono dalla parte opposta. Si rintracciano pochi segni che spiegano le strutture all'interno, ma una sezione consente una vista delle scale principali di uno degli edifici, i cui nove piani piramidali sono stati realizzato dal basso verso l'alto. Sono presenti anche due bassorilievi: uno, detto Chapulines, consiste in disegni di grilli con un teschio nero al centro: l'altro, detto dei Bebedores, raffigura varie figure che bevono da coppe più comunemente usate per i pulque. Intorno alla piramide si trova una serie di altre strutture e cortili che generano un enorme complesso. Il Cortile degli Altari costituiva l'accesso principale alla piramide e deve il nome ai vari altari che circondano il cortile principale.
Gli scavi iniziali alla fine hanno indicato che l'accesso principale alla piramide era a ovest, circostanza confermata da questi ultimi. Entrambi hanno altresì evidenziato che di solito erano aperti anche accessi minori agli angoli nord-est e sud-ovest.

#### Edificio A o La Conejera
L'Edificio A è la prima versione della piramide chiamata anche "La Conejera". Questa struttura è stata scoperta negli anni '50, verso la fine del primo ciclo di scavi ed è di epoca pre-teotihuacana, relativamente semplice con un nucleo di mattoni in fango. Tuttavia, non risulta chiaramente distinguibile sotto gli altri strati della piramide, ma piuttosto emerge al di sotto di una struttura nota come Edificio Rojo (Edificio Rosso) nella sezione nord-est; ciò permette di desumere che si trattasse del sito più antico rispetto alle piramidi successive. Eretta con un nucleo di mattoni dispiegati lungo una base di una decina di metri quadrati, vi è una stanza a due piani esposta a sud, mentre un lato de La Conejera conta otto gradini e un corridoio che conduce al lato ovest della struttura. Si rintracciano per certi versi alcune somiglianze con la piramide arrotondata di Cuicuilco. Dalle ceramiche trovate in loco, la struttura risale al 200 a.C. circa, contemporanea a siti come Zacatenco e El Arbolillo nella valle del Messico. La base, le parti superiori e la camera di La Conejera erano tutte dipinte, come testimonia la presenza della vernice nera ancora rimasta a terra. Il cornicione all'angolo nord-ovest aveva quadrati bianchi dipinti su uno sfondo nero. Gli esperti hanno ipotizzato che questo schema fosse presente pure sul resto del cornicione. Sia le pareti esterne che quelle interne della camera erano in rosso e non seguivano un motivo particolare.

#### Edificio B o Piramide dei teschi dipinti
L'Edificio B o Piramide dei Teschi Dipinti era situato in un punto a pochi metri da La Conejera: le espansioni successive di questa piramide alla fine coprirono La Conejera e l'Edificio Rojo ultimato sulla stessa. La Piramide dei Teschi Dipinti fu costruita tra il 200 e il 350 d.C., composta da sette livelli a gradini con un nucleo di mattoni di fango e con delle superfici dipinte. I lavori di costruzione avvennero in due fasi: il primo creò una piattaforma rettangolare di 113x107 metri, in cima ai quali vi era una struttura a due piani, alta diciotto metri con scale a occidente. Marquina determinò che questa struttura avesse un orientamento est-ovest, simile alla Piramide del Sole, coincidente con la civiltà di Teotihuacan, e studi successivi sulla ceramica la collocarono con Teotihuacan II. Sono stati studiati solo i bassorilievi dei due piani superiori di questa piramide, dove permangono ancora tracce di nero e figura un fregio di 46 cm di larghezza con una doppia cornice o bordo che sporge, caratteristico dell'architettura di Cholula. Pur essendoci un colore di base, vi erano forse alcune strisce di altre cromature sopra, ovvero gialle, rosse e blu. Il lato nord è completamente privo di vernice sul lato sinistro, ma a destra permane ancora qualche piccolo lascito. La sezione più alta mostra nove teschi dipinti su di essa, il più basso sette. Inizialmente si pensava che questi teschi fossero in realtà teste di grilli rivolte in avanti, ma studi successivi hanno confermato che si trattasse di crani umani altamente stilizzati. Gli occhi sono puntati verso l'osservatore e sono in giallo, di blu e di rosso. Sopra i teschi ci sono segni decorativi che paiono frecce e indicano la direzione della scena.
Una delle scoperte più importanti tra il 1932 e il 1936 riguardò l'Altare dei Teschi Scolpiti, ufficialmente segnalato dall'archeologo Eduardo Noguera nel 1937. Quest'edificio si trova in uno dei livelli inferiori del patio nord-est, annesso alla base della Piramide dei Teschi Dipinti. Gli aspetti architettonici di questo altare, tuttavia, corrispondono al periodo post-classico. L'ara si trova su una piattaforma e si rivolge a est, presentando di fronte delle scale che permettono di salirvi. Per questo motivo, è considerato un tipo di altare momeztli, ossia funzionale alle cerimonie. Le scale di accesso hanno travi parallele che culminano con dei dadi, un elemento presente a Tenayuca e in altre aree del Messico. Il nome deriva dai tre teschi umani fatti di argilla, con occhi sporgenti e ricoperti di stucco insieme al resto della struttura. Questa caratteristica ornamentale si riferisce alla funzione dell'altare, che si ritiene essere un mausoleo contenente i resti di un uomo e di una donna. Lo scheletro femminile è accompagnato da corredi funerari legati alla vita domestica come comal, aghi d'osso, pentole e altre suppellettili. Lo scheletro maschile apparteneva probabilmente a un famoso guerriero a cui il esplicito stesso era dedicato: i suoi corredi funerari sono infatti molto più ricchi, con vasi rituali e un vaso elegante con sfumature multicolore, punte di freccia di ossidiana e uno strumento musicale chiamato omexicahuaztli. È stata trovata anche una mascella di un cane xoloitzcuintle, in quanto i pre-ispanici consideravano tali animali guida per gli inferi. La funzione di questo mausoleo era più probabile che perpetuasse la memoria del guerriero maschio.

#### Edificio C o la Piramide delle Nove Storie
L'Edificio C o Piramide delle Nove Storie fu costruito sull'Edificio B tra il 350 e il 450 d.C. ed è più grande per volume della Piramide della Luna a Teotihuacan. Quest'ultima era di forma radiale, con scale che salivano su tutti e quattro i lati della struttura. La Piramide delle Nove Storie è stata costruita sopra la struttura più antica che utilizza di nuovo mattoni di fango per l'espansione a piramide con una base di 190 metri quadrati e un'altezza di 34 metri. Invece che una superficie di terra e calce, l'edificio è stato rifinito con roccia e stucco, più resistente: lo stile architettonico appariva diverso da quello precedente. Consiste di nove gradoni ricoperti di stucco e più si va su più la dimensione si riduce. Le scale d'ingresso erano quelle all'angolo sud-est, mentre quelle sugli altri tre servivano da uscite; le pareti erano dipinte di nero con lo stucco bianco. Associato alla piramide a gradini è l'altare del giaguaro, all'angolo sud-est. Gli studiosi hanno scoperto che l'ara fosse ricoperta di decorazioni, in quanto sul lato ovest del primo livello si rinvengono tracce di tinte nere, rosse, verdi e ocra. Nella parte inferiore della parete sud sono presenti frammenti di colore rosso, nero e ocra. Al di sopra di questa vi è una sezione ben conservata di 3,15x53 cm, con uno sfondo nero e verde con strisce rosse. Sono presenti anche i profili di un giaguaro e di due serpenti.
La fase finale ha riguardato l'edificio C, seppellendolo nel suo nucleo di mattoni di fango. Il rivestimento di questa fase è crollato dando l'impressione di una collina naturale.

#### Ulteriori sezioni
La prima pubblicazione di Marquina sul sito nel 1939 rileva l'esistenza di una struttura a nord-est, scoperta rivelatasi all'epoca insolita. L'area versava in condizioni pessime e la base della struttura piramidale era dipinta con un quadrato nero, che assomigliava vagamente alle nicchie di El Tajín.

### Cortile degli altari

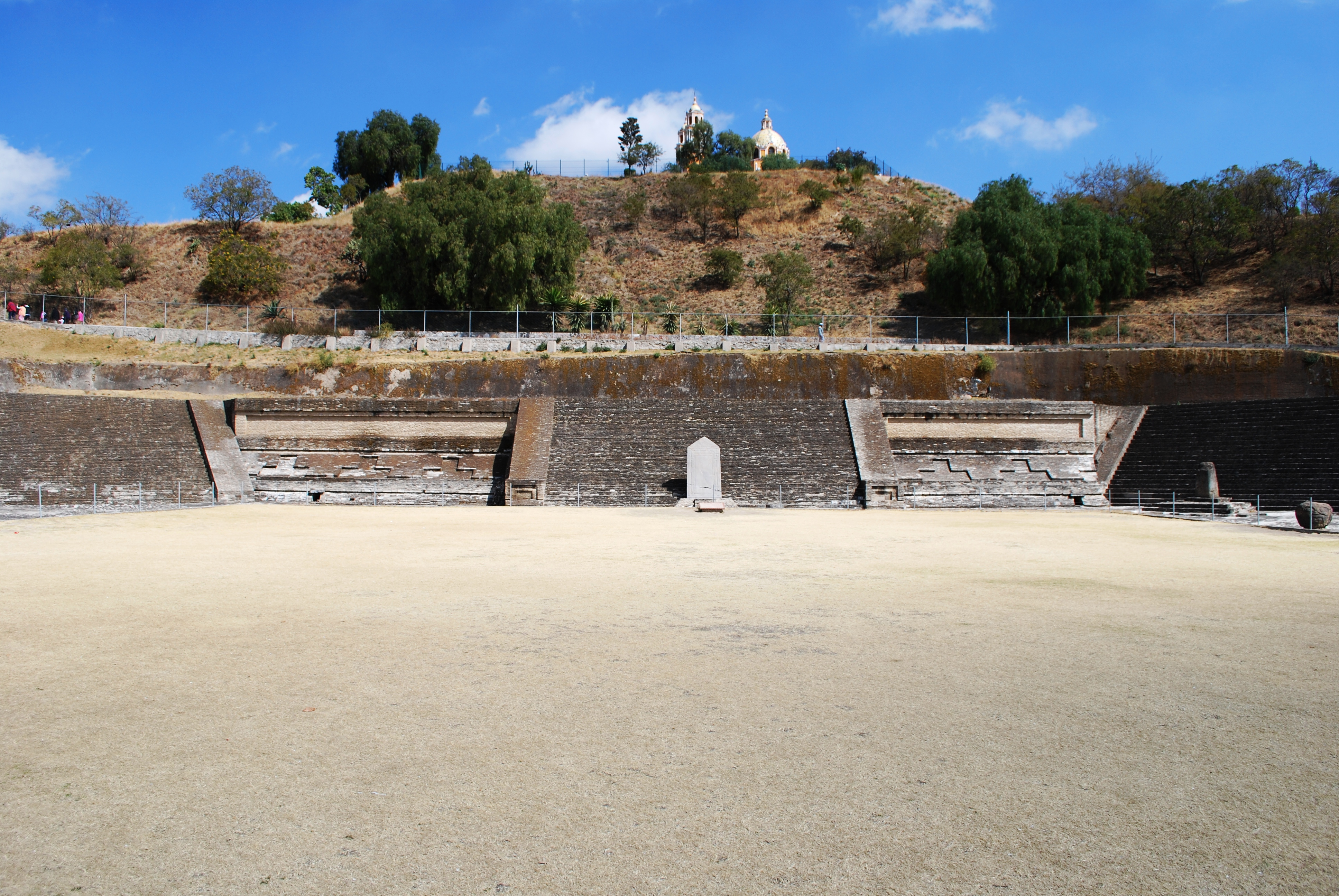
Vista del cortile principale

Il cortile degli altari è un complesso di edifici adiacenti al lato sud della piramide. È stato uno dei reperti più importanti rinvenuti durante il ciclo di scavi dal 1967 agli anni '70, chiamato così a causa dei numerosi altari rinvenuti in loco. Eduardo Matos Moctezuma aveva iniziato a toccare quest'area con il suo scavo dell'Edificio I nel 1966 e nel 1967. La struttura è costituita da un grandissimo spazio aperto di 70x54 metri, delimitato dalla piramide propria a nord, oltre che sui lati est e ovest da due elaborate piattaforme rialzate. Queste ultime, simili a quelle nella piazza nord-est, si trovano dal lattò opposto alla piramide principale. L'area era molto probabilmente utilizzata per cerimonie grandi e spettacolari, nonché per riti associati al passaggio del potere. L'accesso alle due piattaforme principali e il lato della piramide sono contrassegnati da ampi gradoni. Man mano che si sono verificate nuove fasi di costruzione, sono state realizzate versioni più recenti degli edifici sulla versione preesistente, coprendo la parte inferiore e aggiungendo una facciata nuova o modificata, con conseguente riduzione dell'area del cortile per il progressivo invasione delle strutture circostanti e aggiunta di diversi metri all'altezza della piattaforma originale. Si tratta di edifici disposti a est e lati ovest di una delle prime piattaforme larghe 82 m. Altre strutture sono state costruite contro le facciate posteriori di questi edifici, formando due ampie piazze laterali. Quello che si può ammirare oggi risale all'ultima fase di progettazione del cortile. Gli edifici su questo lato sud contengono opere murali significative, inclusi modelli sulle varie costruzioni associate all'Edificio 3 (Edificio 3-1-A, Edificio 3-2, ecc.). Vi è anche l'unico murale che presenta figure antropomorfe.
La Struttura 4 è decorata con meandri a forma di T. Alcune sezioni di questa decorazione mostrano ancora l'originale colorazione, con bande diagonali di rosso, blu, giallo, nero e turchese. La decorazione include anche simboli che possono rappresentare stelle.

#### Altari

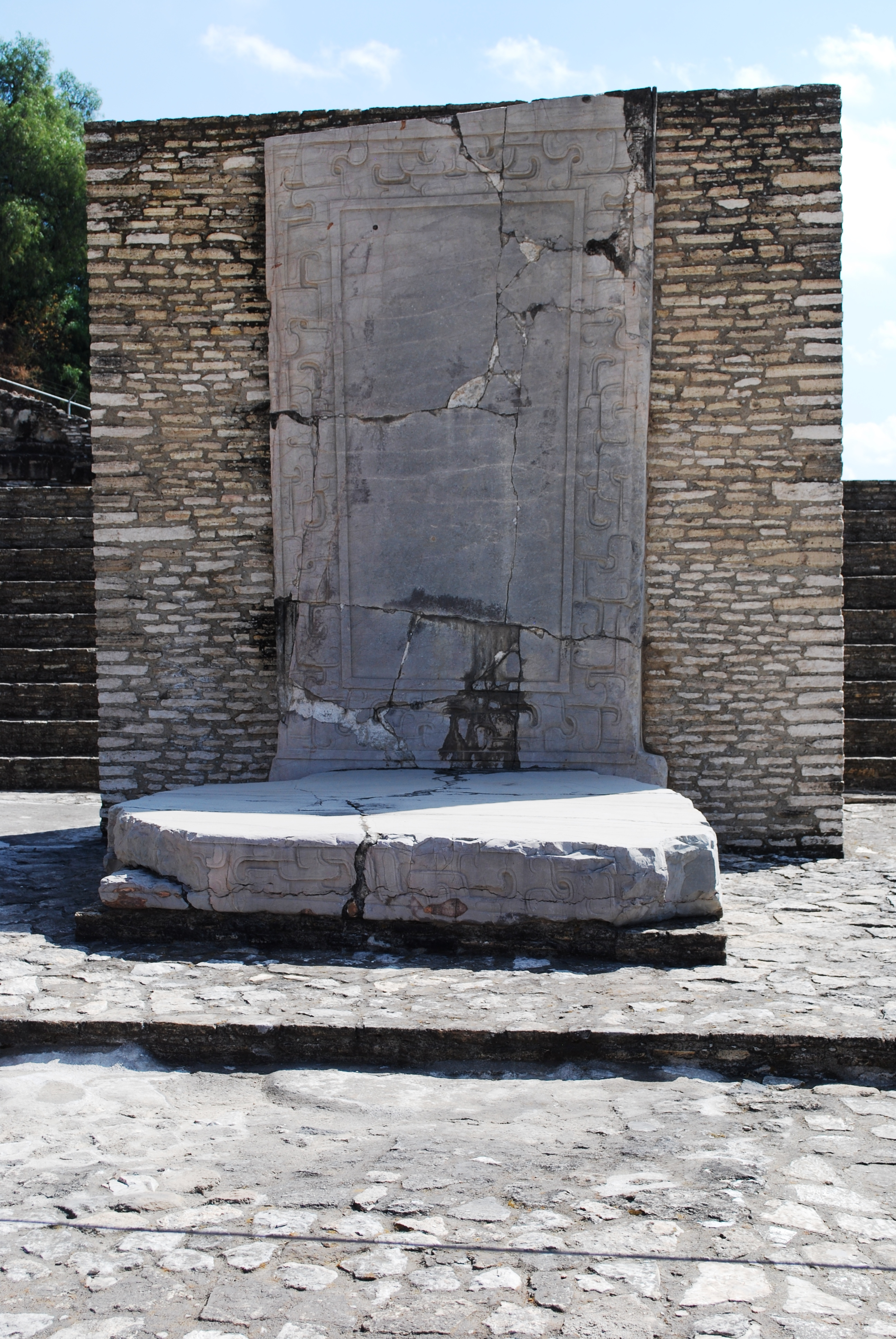
Altare

Quattro are sono state scavate dalla fase di costruzione finale del Cortile degli altari. Tre di loro sono stati decorati con una scultura rilievo basso, che ha consentito per il recupero di alcuni frammenti della storia di Cholula. La sezione centrale di ogni altare è stata lasciata vuota ma potrebbe essere stata originariamente dipinta con motivi religiosi.
Altare 1: quando fu trovato, era frammentato in ventidue pezzi: è costituito da una grande pietra verticale che misura 3,85 metri di altezza e 2,12 di larghezza. Le offerte poste ai suoi piedi fossero state saccheggiate da tempo, mentre la sua base venne scoperta solo in un secondo momento. Il suo scopo non è chiaro, in quanto vi sono poche caratteristiche decorative: forse si trattava di un dipinto. Nuovi studi mostrano somiglianze tra questa pietra e gli elementi decorativi di El Tajín.
Altare 2: è un monumento rituale più tradizionale per la Mesoamerica e si adatta al genere dell'altare. Si tratta di una stretta pietra rettangolare, orientata ad est, in posizione orizzontale. Funzionava come una specie di piedistallo, con ciascuno dei lati riccamente decorato e, su un lato, si ritrovano due serpenti piumati che si estendono per tutta la lunghezza.
Altare 3: potrebbe essere stato il più importante, in quanto si trova vicino alla piramide. Rivolto a sud e simile all'Altare 1, in quanto formato da una lapide verticale, la forma è rettangolare, mentre sulla parte superiore vi è un triangolo. La sua decorazione è costituita da una fascia laterale con rilievi simili a quelli di El Tajín. Quando è stato scoperto, si trovava su una base, circostanza che implica forse la possibilità che fosse stato danneggiato in passato e riposizionato in maniera stabile.
Sono state trovate anche grandi sculture in pietra: una rappresenta la testa di un serpente con disegni geometrici che corrispondono alla tradizione Niuñe a Oaxaca, oltre a una gigantesca testa umana con i bordi degli occhi e della bocca segnati in un modo che ricorda Xipe, un elemento che potrebbe corrispondere a una tradizione post-olmeca, poiché figure simili sono state trovate a Tlaxcala.

#### Iscrizioni sui muri

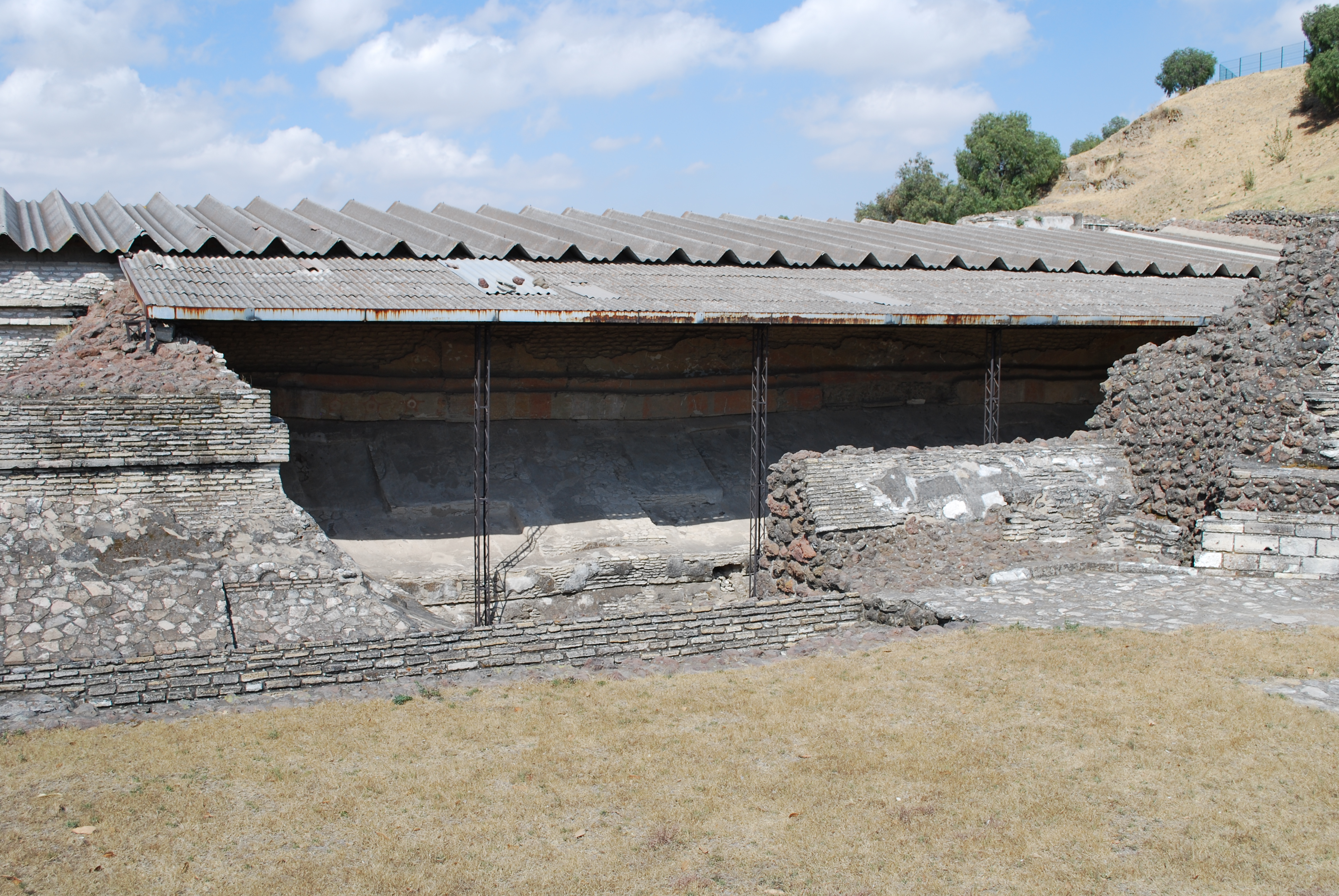
Uno dei muri decorati presso l'edificio 3 coperto da un tetto di protezione

Dipinti e lavori murali sono stati trovati su vari livelli della piramide principale, sull'Edificio Rojo, La Conejera, la Piramide dei Teschi Dipinti, l'Altare dei Teschi Dipinti, la Piramide a Gradini, l'Altare del Giaguaro, l'Edificio D e l'Edificio F. Gli studi sui vari frammenti murali trovati finora nella città preispanica di Cholula hanno riflesso i cambiamenti politici, economici e sociali nel tempo e aiutano anche ad accertare la rilevanza di Cholula con il resto della Mesoamerica. Si sono scoperte ventuno aree dipinte per opera degli archeologi, otto per lo più andate perdute e tredici ancora esistenti in situ. La maggior parte delle opere appartengono al periodo classico, ad eccezione di quelle nell'Edificio Rojo, che sono del pre-classico. Il modo in cui sono stati dipinti talud, tableros e altre superfici mostra cambiamenti nel tempo nei colori usati come rappresentazioni. I più antichi non vantano rappresentazioni, solo il colore rosso, ma dopo il 200 d.C. compaiono nuovi colori come diverse tonalità di rosso, oltre a verde, ocra, blu, nero e marrone. Cominciano ad apparire anche figure umane, animali e forme geometriche, ma uno solo permette nitidamente di intravedere figure umane. Finora, tutte le iscrizioni scoperte appaiono su muri esterni, ad eccezione di un'area chiamata Edificio D, che le ha all'interno. Ciò indica che il grosso venne ultimato per il pubblico e, probabilmente, per insegnare e rafforzare i simboli religiosi e politici dell'epoca. I disegni meglio conservati sono stati trovati sugli strati all'interno della piramide principale e nel Cortile degli Altari, le due aree più importanti del sito.
Il murale dei bevitori è stato scoperto sepolto a una profondità di quasi 7,6 m ed è uno dei più lunghi di epoca precolombiana trovati in Messico, con un totale lunghezza di 57 m. L'edificio contenente il murale dei bevitori fu scoperto accidentalmente nel 1969 da Ponciano Salazar Ortegón mentre esplorava l'Edificio 3-1-A. Uno dei talud di questo edificio è crollato e ha esposto una sezione del murale dietro di esso alla vista esterna; lo scavo di questo edificio è poi proseguito fino al 1971. La facciata principale dell'edificio, che guarda ad est verso il Cortile degli Altari, contiene il murale. Il lavoro ha permesso di preservare una delle prime fondamenta dell'Edificio 3. La fondazione è formata da un fregio che misura novanta cm per 2,25 m nelle zone meglio conservate. Era dipinto su un piccolo talud lungo solo sessanta cm ed è possibile che lì sopra vi fosse una cornice. L'edificio corrisponde al 200 d.C. circa
La scena rappresentata riguarda una festa o una cerimonia, con personaggi che bevono in maniera disinibita ciò che sembra parere del pulque, eseguendo anche attività quali il fornire offerte, assistere una figura maschile che vomita e un'altra che defeca. Molte delle figure esposte indossano turbanti di stoffa e fasce "maxtlatl", mentre la maggioranza indossa maschere zoomorfe. Le figure siedono a coppie di fronte, servendosi da coppe poste tra loro. Le figure sono rappresentate sotto forma di rudimentali vignette lungo la striscia di muro, con gli elementi distribuiti uniformemente lungo la sua lunghezza. Un certo numero di elementi, come tazze e barattoli, sono associati al consumo di pulque. È stato affermato da Florencia Muller che questo il murale è la più antica rappresentazione conosciuta del rituale degli dei pulque.
L'opera ha delle sezioni mancanti, ma ve ne sono abbastanza per distinguere tre sezioni orizzontali: quella superiore e inferiore presentano linee o bordi che incorniciano il livello centrale principale contenente le figure che bevono. L'opera si divide in sei "muri" (muros), che mostrano differenze nella tecnica e nel contenuto, molto probabilmente dovute al lavoro di artisti diversi. Ad ogni modo, tutte le scene si riferiscono al tradizionale consumo di pulque. Queste figure lungo il centro sono poi divise in due sezioni da una striscia blu vista sui muri 3, 4, 5 e 6. Ci sono anche prove che il murale è stato ritoccato più volte. Il murale contiene 110 figure organizzate in coppie. Le coppie vengono quindi separate da immagini di barattoli. Quattro possono essere identificate come donne sedute e alcune delle figure sembrano avere rughe per rappresentare l'età. Molti degli uomini nel lavoro sono mostrati seduti, rivolti in avanti (ma con i volti di profilo) con il ventre sporgente, con braccia e gambe in varie posizioni, la maggior parte con coppe o altri contenitori in mano per servire o bere. Si conta un totale di 168 oggetti tra barattoli, tazze e altri contenitori nel murale di varie dimensioni e colori, inclusa una suppellettile su cui vi è la rappresentazione di un insetto e due di cani. Le persone sono delineate in nero, insieme a una serie di altre immagini. Si rintracciano inoltre alcune differenze in termini di qualità e tecnica nel lavoro. La sezione sei è eseguita in modo più magistrale, con le persone raffigurate in maschere dipinte in rosso e nero con lievi sfumature di ocra. Si possono vedere anche cani e barattoli con disegni complessi.
Anche altri edifici in quest'area, come i livelli successivi dell'Edificio 3 e dell'Edificio 4, presentano lavori murali, ma questo consiste principalmente in motivi geometrici, linee o fasce e in alcuni punti stelle. L'edificio 3-1-A è stato sovrapposto al murale dei bevitori a una profondità di sei metri sotto l'attuale livello del Cortile degli Altari: la sezione in cui si trova questa opera murale è costituita da un lungo talud, con un tablero a doppia modanatura, simile a quelli degli edifici 2, 3 e 4. Il murale occupa il tablero, sormontato da una doppia cornice e il disegno è costituito da bande diagonali di vari colori come rosso, verde, giallo e blu, delineate in bianco e nero. Alcune sezioni contengono stelle, mentre l'edificio 3-1 è stato costruito sopra il secondo livello dell'edificio contenente il murale dei bevitori, che corre da nord a sud e rivolto a nord-est come la struttura più antica. È uno dei confini più antichi di Plaza Sureste e solo due sezioni sono state esplorate. Lunga una sessantina di metri, solo la metà è esposta e quest'ultima area si divide in tre sottosezioni divise da scale: la zona superiore di questo edificio, dove conducono le scale, ha un basso talud che sostiene un fregio sormontato da un cornicione, che sporge. In quest'edificio, sebbene si rinvengano tracce di lavori eseguiti di vario genere, non vi sono pitture. Il primo murale è costituito da bande orizzontali in un ocra rossastro e un disegno a forma di gancio in rosso circondato da un'ellissi nello stesso tono su uno sfondo nero. Altre sono costituite da fasce diagonali di verdi e rosse bordate e collegate da linee nere che simulano una stuoia intrecciata, che ha portato ad essere chiamata Petatillo (piccola stuoia di fronde di palma). Le zone inferiori hanno linee diagonali di vari colori come nero, verde, ocra e rosso con alcune linee in bianco, altre aree vantano stelle rosse. I lavori murali sugli edifici 3.2 e 4 sono simili nell'uso di bande diagonali multicolori con stelle dipinte in alcune aree.

### Edificio D
L'Edificio D si trova sul lato sud della Piramide delle Nove Storie. Consiste di livelli piramidali di talud-tablero sormontati da tre modanature a est e due a ovest: i livelli sono rettangoli con angoli arrotondati, dipinti di nero su tre lati con il lato est in arancione. Le iscrizioni sui tableros non presentano figure e le cornici appaiono in nero. L'edificio è stato costruito su un'area il cui interno è ricoperto da pezzi di pietra con vernice rossa, ocra e verde. Questa zona pare sia venuta meno e poi abbandonata perché le costruzioni successive attorno ad essa stavano esercitando pressioni su di essa ed era in pericolo di crollo.

### Edificio I
L'Edificio I è stato portato alla luce durante un breve periodo di sei mesi all'inizio del secondo ciclo di scavi, principalmente da Eduardo Matos Moctezuma e Pablo López Valdéz. Questo edificio si trova su una piattaforma fissata sul lato sud-ovest della piramide. Ha quattro vie di accesso, comuni ai momoztli e conteneva tre sepolture. Le ceramiche trovate con questi sono simili a quelle trovate presso l'Altare dei Teschi Scolpiti, datando la struttura fino al periodo preispanico di Cholula. Questi due reperti mostrano che mentre la piramide era in fase di abbandono, ma non aveva perso il suo carattere rituale.

### Edificio F

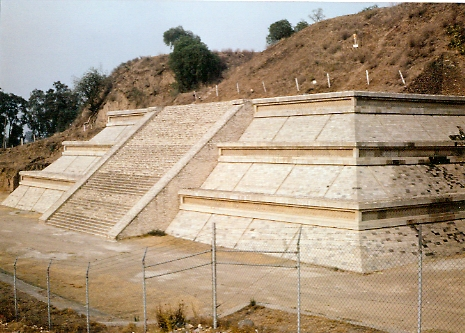
Edificio F

L'Edificio F risale alla penultima fase di costruzione della piramide, tra il 500 e il 700 d.C. Si tratta di una scala in pietra, composta da tre livelli con ampi taludi rivolti ad ovest. I tableros sono decorati con un motivo che sembra delineare rami di palma intrecciati: un simile effetto è stato generato scolpendo le pietre per poi posizionandole a mo' di mosaico. Per questo motivo, la struttura viene anche chiamata edificio Piedra Laborada. Studiando quanto rinvenuto e la sua ipotetica disposizione, gli archeologi hanno iniziato a ricostruire questa struttura utilizzando del cemento e portando la struttura a quella che viene chiamata piramide Tolteca. Dalla sua riedificazione, il lavoro è stato criticato per gli eccessivi ritocchi che ne seguirono. I colori all'interno apparivano quasi eccezionalmente, con parziali frammenti di rosso, ocra, bianco e nero rimanenti: quelli meglio conservati si trovano al primo livello a sud e nord dove la pittura è stata applicata direttamente sulla roccia. Tuttavia, è ancora difficile distinguere i teschi e altre rappresentazioni perché gravemente deteriorate.

## Sepolture
Nel corso degli scavi della grande piramide sono state scoperte oltre 400 sepolture umane. Quasi tutte risalgono al periodo postclassico, dimostrando che la Grande Piramide era un importante centro di culto ben dopo che il suo uso come tempio fu interrotto. Tra i cadaveri figuravano anche sacrifici umani, come dimostrato da parti del corpo maciullate e teschi di vittime decapitate.
I resti di otto individui sono stati trovati sotto la pavimentazione in lastre del Cortile degli Altari. Tra questi c'erano i resti di un certo numero di bambini che furono depositati in vasi di ceramica. Questi bambini erano, o almeno così si pensava, messaggeri di Tlaloc (il dio della pioggia) a causa della siccità che si stava verificando in questo sito. I resti sparpagliati di almeno 46 individui, sia di sesso maschile che femminile, sono stati trovati nell'area di un altare al centro di una piazza all'angolo sud-ovest della piramide.

## Importanza attuale

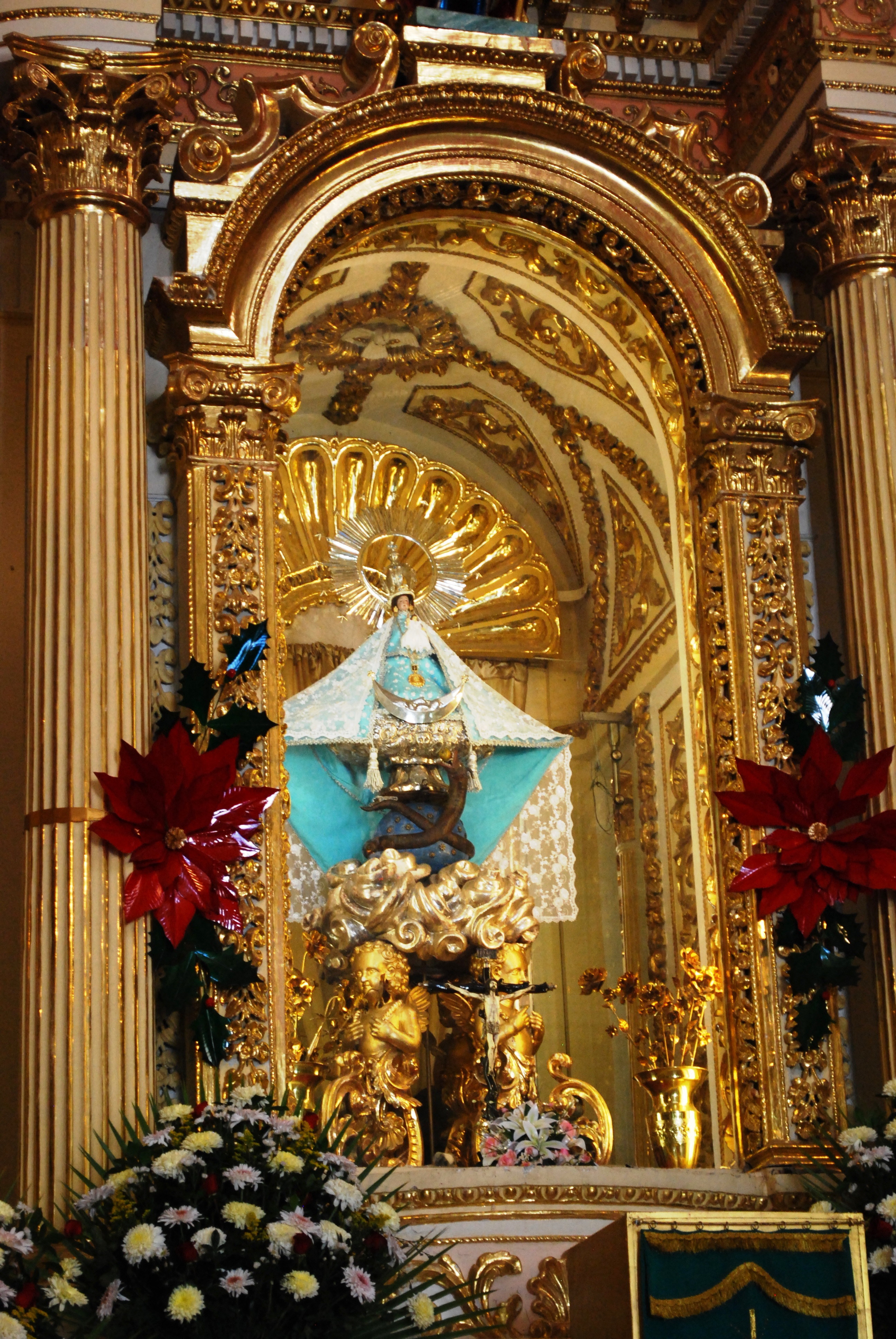
La Vergine dei Rimedi di Cholula

La piramide rimane importante per la moderna Cholula in qualità di centro religioso, archeologico e attrazione turistica, con una media circa 220.000 visitatori all'anno. Poco prima dell'arrivo degli spagnoli, la piramide era considerata dedicata a una dea della pioggia chiamata Chiconauhquiauhitl. In seguito, è stata sostituita da una statuetta dedicata alla Vergine dei Rimedi, mantenendo la data dell'8 settembre per la venerazione dell'antica dea della pioggia ma traslandola a questa immagine della Vergine Maria. Gli spagnoli costruirono una chiesa dedicata alla madre di Cristo in cima alla piramide, ma l'edificio religioso andò più volte colpito e danneggiato da fulmini, attribuiti all'antica dea nel primo periodo coloniale. La Vergine dei Rimedi è la protettrice della città di Cholula: oggi si tengono due grandi eventi annuali collegati alla sua figura e correlati anche alla piramide. La prima festività ha luogo l'8 settembre, quando migliaia di persone vengono a onorare la statuetta, a partire dalla notte del 7, quando le persone trascorrono la notte con piccole lanterne per poter salutare l'immagine nelle prime ore del giorno l'8. L'altra, chiamata Bajada, avviene quando l'immagine scende dalla piramide per visitare i vari quartieri della città per due settimane in maggio e giugno. Più vicino alle radici preispaniche della piramide c'è il rituale Quetzacoatl, che si tiene ogni anno durante l'equinozio di primavera. Questo evento attira fino a 20.000 visitatori, portando le autorità a limitare l'accesso alle rovine archeologiche esposte sul lato sud. La celebrazione viene eseguita sulla piramide mentre al contempo si leggono liriche, si eseguono danze e musiche indigene e si ammirano i fuochi d'artificio.
La piramide occupa solo sei ettari rispetto ai 154 dell'intero sito considerato patrimonio archeologico: inoltre, 90 di questi sono di proprietà privata e i possidenti si sono opposti all'ipotesi di avviare importanti esplorazioni archeologiche. Nonostante la città antica e importanza della piramide per la storia del Messico centrale, la piramide non è stata ampiamente studiata e non ha ancora svolto un ruolo significativo nella comprensione della Mesoamerica.

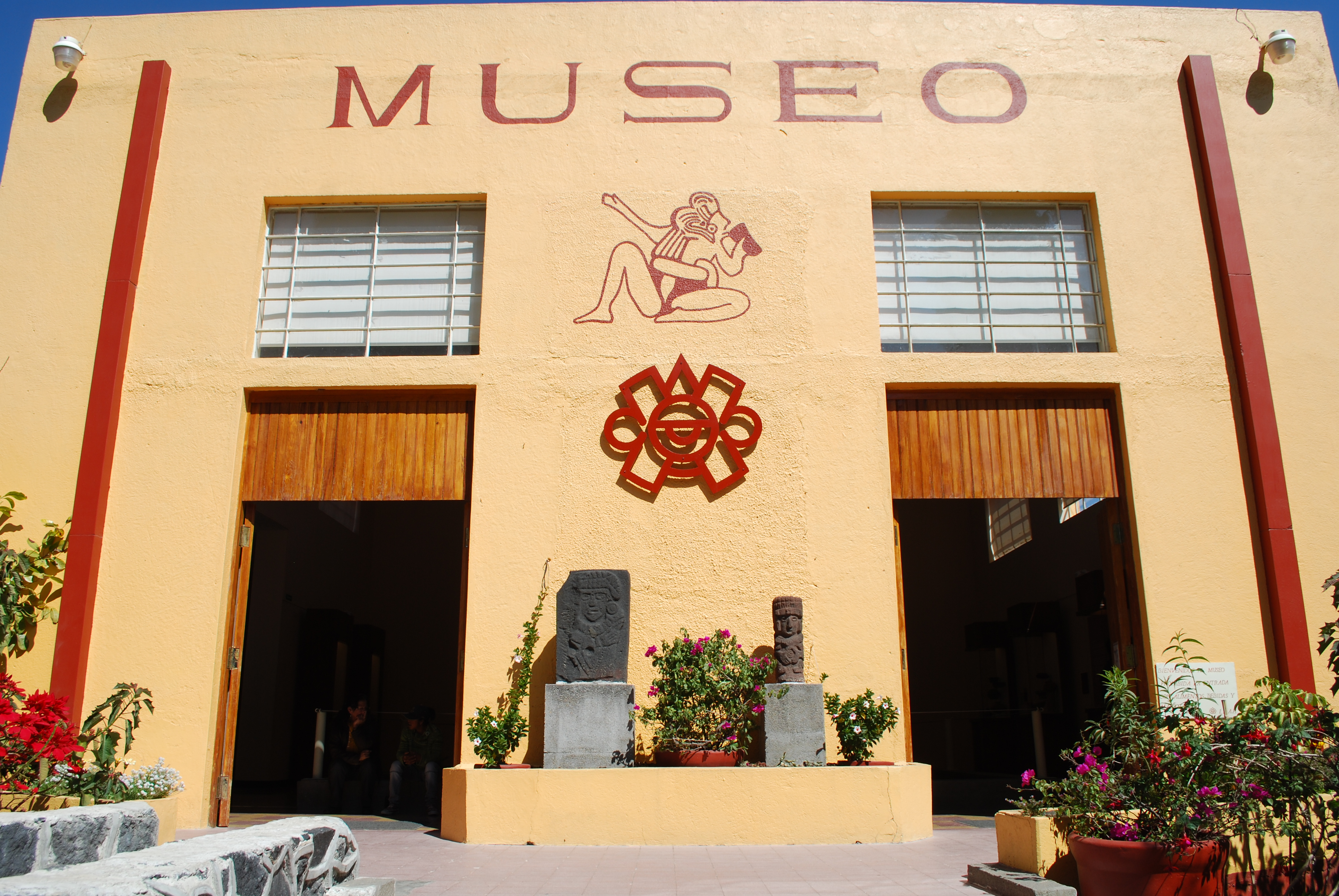
Facciata dell'ingresso del museo

La piramide costituisce la principale attrazione turistica di Cholula: nel 2017 ha fatto registrare 496.518 visitatori. Le immagini di questa chiesa in cima alla piramide con Popocatepetl sullo sfondo sono spesso usate in Messico promozione del turismo: probabilmente anche per questo Toluca rientra tra le mete più gradite dai visitatori che si recano in tale Paese. L'attrazione si compone di tre parti: le gallerie all'interno della piramide, il complesso sul lato meridionale e il museo locale. Dei circa 8 km scavati nella piramide dagli archeologi solo 800 metri sono aperti al pubblico. L'ingresso del tunnel è sul lato nord e procede in direzione del centro della struttura, passando per il murale dei bevitori, che è tra i più famosi del sito. Nel lato sud domina il Cortile degli Altari; separato dal sito da via Camino Real, ha sede il museo archeologico, che contiene una ricostruzione plastica degli strati della piramide, una sala dedicata alla ceramica e altri reperti del sito e la ricreazione di due murales del sito.
L'importanza della piramide ha portato a una serie di misure adottate per proteggerla: la zona archeologica è pattugliata da un'unità equestre della polizia del comune di San Ándres, al fine di evitare che i veicoli a motore danneggino il sito. L'accesso ad alcune aree del sito è limitato durante eventi come il rituale di Quetzalcoatl e sono vietati alcuni fuochi d'artificio particolarmente potenti poiché provocano gravi vibrazioni nei tunnel della piramide. Parte del terreno circostante è stata acquistata dalle autorità e trasformata in campi da calcio, oltre ad essere seminata con fiori volti a creare una sorta di cuscinetto tra la costruzione delle case e la piramide.